# Marion Tinsley x Chinook
Marion Tinsley x Chinook, também chamado de World Checkers Man-Machine Championship Match, foi um histórico Confronto entre humanos e computadores em jogos, ocorrido de 17 a 29 de agosto de 1992, quando o então campeão mundial de Damas e praticamente imbatível Marion Tinsley enfrentou um computador especialmente projetado para jogar este jogo de tabuleiro.
Apelidado de Chinook, o computador foi projetado pelo cientista da computação Jonathan Schaeffer, da Universidade de Alberta, Canadá. Quando a American Checkers Federation (Federação Americana de Damas) não permitiu a participação da máquina no campeonato mundial de 1990, Tinsley renunciou ao título de campeão e aceitou jogar contra ela. Ele venceu por 4-2, com 33 empates. Essas 2 derrotas de Tinsley para o computador foram apenas a suas 6a e 7a derrotas desde 1950.
Em uma das partidas deste match, depois que o computador tinha jogado seu 10º movimento, Tinsley disse: "Você vai se arrepender disso". Chinook foi derrotado 26 movimentos mais tarde e, na análise que se seguiu, Schaeffer descobriu que Tinsley tinha planejado 64 movimentos à frente para encontrar a única estratégia vencedora.
Em 1994, a máquina, já melhorada, obteve uma revanche. Após seis empates em 6 partidas, Tinsley, já com a saúde deveras debilitada, não pôde mais prosseguir com o match.